# Baris (Égypte)
Pour les articles homonymes, voir Baris.
Baris (arabe : باريس) est une oasis située dans le sud du gouvernorat de la Nouvelle-Vallée, à environ 90 km de l'oasis de Kharga, à l'ouest de la vallée du Nil, en Égypte. Le nom de la ville vient du copte ⲡⲁⲣⲏⲥ, « celui du sud ».
Un ancien temple dédié à Dosh se trouve dans l'oasis.

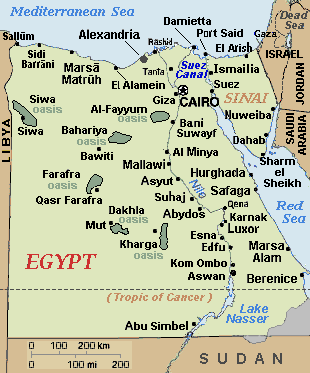
Carte des principales oasis d’Égypte.